# لیلانگنی سوازی
لیلانگنی سوازی (به انگلیسی: Swazi lilangeni) با کد ایزوی SZL، یکای پول رایج در کشور اسواتینی است. مسئولیت کنترل این یکای پول برعهدهٔ بانک مرکزی اسواتینی قرار دارد.